# 反向言语
反向言语（英語：Reverse speech）是一个由大卫·约翰·奥茨（David John Oates）首先提出的伪科学概念，它指的是只有当正常的话语颠倒过来时才能够听到的言语。奥茨声称，人类的潜意识不断地通过把文字逆向植入日常对话中的方式来“表述”自己，它超出了人类意识所能控制的范围，所以我们完全感觉不到它的运行。

## 示例
- 如果把尼尔·阿姆斯特朗所说的“一个人的一小步，却是人类的一大步”颠倒过来，就会听到“人类将会漫步宇宙”的话语。
- 如果你把一位演播员在肯尼迪遇刺时期的讲话直播回放的话， 你会听到“他被击中要害了!坚持住!抬起头来!”
- 这个例子包含了美国参议院前议员鲍勃·多尔（Bob Dole）的两段讲话。第一段是他在新罕布什尔州初选前的讲话。语音逆转宣称他的意图是成为1996年共和党总统候选人，从反向言语中听到了“你很爱听他讲话”的话，而事实上，他确实成为被提名人；第二段是来自他的辞职声明，反向过来就是“这是一种荣誉”。

## 批判
奥茨说反向言语通常产生于大脑右半球，而说出的语言则生成于左半球，所以这个理论中也有某种特定、合理的阴阳参数。不过这并没有科学理论上的支撑，也没有任何实践经验可以证明大脑右半球在特定的时刻进行着潜意识的信息处理，而右脑则负责在这个过程完成后输出道出的言语。奥茨认为，婴儿最初都是说逆语，然后大脑才开始学习如何正向地说话。这也与我们所了解的孩童学习语言的过程完全相反。不过，并没有主流科学家认可奥茨的说法。